# Thaao Penghlis
Thaao Penghlis, né le 15 décembre 1945 à Sydney, est un acteur américano-australien. Il est connu pour avoir joué dans les séries télévisées : Des jours et des vies, Santa Barbara, Mission impossible, 20 ans après et Hôpital central.

## Filmographie
- 1975 : Kojak (série télévisée) : Yanni Psalidas
- 1975 : Cannon (série télévisée) : Prince Hassan
- 1978 : Slow Dancing in the Big City de John G. Avildsen : Christopher
- 1979 : La Cloche de détresse : Marco
- 1980 : Timide et sans complexe (série télévisée)
- 1980 : The Silent Lovers (TV)  : Antonio Moreno
- 1980 : Au-delà du réel : Echeverria
- 1981 : Pour l'amour du risque (série télévisée) : Assad
- 1981 : L'Homme à l'orchidée (série télévisée) : Paul Cummings
- 1981 : Hôpital central (série télévisée) : Victor Cassadine
- 1983 : Sadat (TV) : Amer
- 1985 : Hôtel (série télévisée) : Eduardo Valli
- 1986 : Magnum (série télévisée) : Philippe Fabre Dumout
- 1986 : État de crise (TV) : Abu Ladeen
- 1987 : Madame est servie : Armando Shia
- 1987 : Les Patterson Saves the World : Colonel Richard Godowni
- 1988 : Emma : Queen of the South Seas (mini-série télévisée) : Albert
- 1988-1990 : Mission impossible, 20 ans après (Mission: Impossible) : Nicholas Black
- 1990 : Le visage de l'au-delà (TV) : Nikos Lissandros
- 1991 : Mémoire de minuit (TV) : Spyros
- 1992-1993 : Santa Barbara : Micah DeAngelis
- 1993 : Coup de foudre à Miami (série télévisée) : M.. Rose
- 1999 : Tribe (mini-série télévisée) : Capitaine John Brava
- 2007 : The Mirror : Nicholas Theophilus
- 2009 : Emissary (série télévisée)
- 1981-1985, 2007-2009, 2019- : Des jours et des vies : Tony DiMera

## Distinctrions

### Nominations
- 2003 : Soap Opera Digest Awards du meilleur retour dans une série télévisée dramatique pour Des jours et des vies (1981-2023).
- 2005 : Soap Opera Digest Awards du meilleur vilain dans une série télévisée dramatique pour Des jours et des vies (1981-2023).
- Daytime Emmy Awards 2008 : Meilleur acteur dans une série télévisée dramatique pour Des jours et des vies (1981-2023).
- 46e cérémonie des Daytime Emmy Awards 2019 : Meilleur acteur incité dans une série télévisée dramatique pour Des jours et des vies (1981-2023).
- 2020 : Soap Hub Awards de l'acteur préféré dans une série télévisée dramatique pour Des jours et des vies (1981-2023).
- 47e cérémonie des Daytime Emmy Awards 2020 : Meilleur acteur dans une série télévisée dramatique pour Des jours et des vies (1981-2023).
- 2021 : Soap Hub Awards de l'acteur préféré dans une série télévisée dramatique pour Des jours et des vies (1981-2023).